# Christian Lukes
Christian Lukes (* 28. Juli 1969 in Wertingen) ist ein ehemaliger deutscher Eishockeyspieler, der in der Eishockey-Bundesliga für den ESV Kaufbeuren und den EC Hedos München sowie in der DEL für die Maddogs München, die Adler Mannheim und die Augsburger Panther spielte.

## Spielerkarriere
Der 1,81 m große Verteidiger begann seine Karriere in der Jugend des ESV Kaufbeuren, das erste Spiel für die Profimannschaft des ESV absolvierte der Rechtsschütze in der Bundesligasaison 1988/89, 1993 wechselte er zum Ligakonkurrenten EC Hedos aus München, mit denen er im selben Jahr Deutscher Meister wurde und für deren Team er auch nach Gründung der DEL spielte. Nachdem sich die Maddogs noch während der laufenden Saison vom Spielbetrieb zurückzogen, wechselte Lukes schließlich nach Mannheim.
Für die Adler stand Lukes über sechs Jahre lang auf dem Eis und gewann insgesamt viermal die Deutsche Meisterschaft. Noch heute belegt er den vierten Platz in der ewigen Rangliste des Vereins mit 349 Spielen. 2001 wechselte Lukes zu den Augsburger Panthern, bei denen er seine Karriere nach der Saison 2003/04 beendete.

## Erfolge und Auszeichnungen
- 1997 Deutscher Meister mit den Adler Mannheim
- 1998 Deutscher Meister mit den Adler Mannheim
- 1999 Teilnahme am DEL All-Star Game
- 1999 Deutscher Meister mit den Adler Mannheim
- 2001 Deutscher Meister mit den Adler Mannheim

## Karrierestatistik
(Legende zur Spielerstatistik: Sp oder GP = absolvierte Spiele; T oder G = erzielte Tore; V oder A = erzielte Assists; Pkt oder Pts = erzielte Scorerpunkte; SM oder PIM = erhaltene Strafminuten; +/− = Plus/Minus-Bilanz; PP = erzielte Überzahltore; SH = erzielte Unterzahltore; GW = erzielte Siegtore; 1 Play-downs/Relegation; Kursiv: Statistik nicht vollständig)